# Anna Jókai
Anna Jókai (ur. 24 listopada 1932 w Budapeszcie, zm. 5 czerwca 2017 tamże) – węgierska powieściopisarka i nowelistka.

## Życiorys
Ukończyła studia humanistyczne na Uniwersytecie im. Loránda Eötvösa w Budapeszcie, a następnie podjęła pracę jako nauczycielka. W 1966 debiutowała krótkimi tekstami na łamach węgierskich czasopism literackich. Pierwszą powieść, zatytułowaną „4447” napisała w 1968 (była ona tłumaczona na kilka języków, w tym język polski). Uznano ją za sukces autorki. W swojej twórczości opisuje sprawy codzienne zwykłych ludzi, wykazując się wysoką wrażliwością i wyostrzonym zmysłem obserwatorskim, a także poczuciem humoru. Powieści i opowiadania autorki adaptowane były na potrzeby teatralne i telewizyjne.

## Wybrane dzieła
- 4447 – 1968, powieść,
- Bez więzów („Kötél nékül”) – 1969, zbiór opowiadań,
- Winien i ma („Tartozik és követel”) – 1970, powieść,
- Piłka („A labda”) – 1971, zbiór opowiadań,
- Dni („Napok”) – 1972, powieść[3]
- Anioł z Reims („A reimsi angyal”) – 1985, zbiór opowiadań,
- Drabina Jakubowa – 1988, powieść.